# ビアマネー・インク

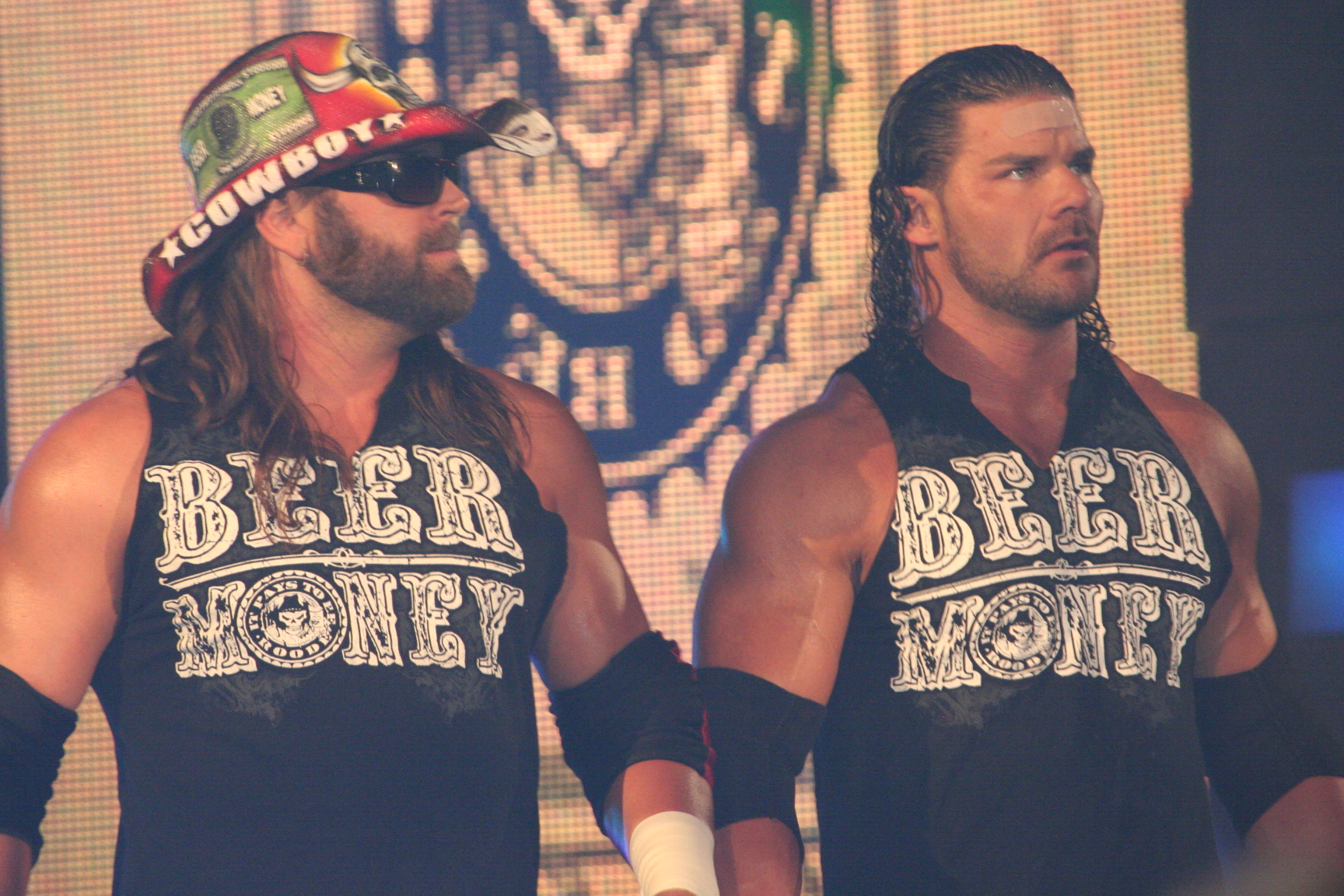
左がジェームズ・ストーム、右がロバート・ルード（2010年）

ビアマネー・インク（Beer Money, Inc.）は、アメリカ合衆国のプロレス団体TNAで活動するプロレスラーのタッグチーム。ジェームズ・ストームとロバート・ルードによって2008年に結成された。

## 獲得タイトル
- TNA世界タッグ王座：4回